# SONGS (中西圭三のアルバム)
『SONGS』（ソングス）は、1998年11月26日にパイオニアLDCから発売された中西圭三の8枚目のスタジオ・アルバム。

## 解説
1998年2枚目の新作は初のセルフカバー・アルバム。
中西が1991年のデビューから本作発売当時までにアーティストへ提供してきた楽曲の中から選曲の上、自身でセルフカバーしたアルバム。
小西貴雄が全曲のアレンジを担当。

## 収録曲
全編曲：小西貴雄
1. NATIVE　（5:04）
  - 作詞：佐藤ありす　作曲：中西圭三・小西貴雄
  - 1991年、ZOOに提供。
2. Choo Choo TRAIN　（4:44）
  - 作詞：佐藤ありす　作曲：中西圭三
  - 1991年、ZOOに提供。
3. Present Pleasure　（4:33）
  - 作詞：佐藤ありす　作曲：中西圭三
  - 1991年、ZOOに提供。
4. 悲しみにキリがない[3]　（5:16）
  - 作詞：秋元康　作曲：中西圭三
  - 1993年、池田聡に提供。
5. 冷たいキス　（5:40）
  - 作詞：秋元康　作曲：ICE BOX
  - 1994年、自身が参加したユニット、ICE BOXの楽曲。
6. 落日[4]　（5:59）
  - 作詞：秋元康　作曲：ICE BOX
  - 1994年、自身が参加したユニット、ICE BOXの楽曲。
7. angel[5]　（5:47）
  - 作詞：米倉利徳　作曲：中西圭三
  - 1996年、米倉利紀に提供。
8. KISSが哀しい　（5:36）
  - 作詞：松井五郎　作曲：中西圭三・小西貴雄
  - 1998年、郷ひろみに提供。
9. Timing　（5:47）
  - 作詞：森浩美・ブラックビスケッツ　作曲：中西圭三・小西貴雄
  - 1998年、ブラックビスケッツに提供。
10. 小さな勇気[6]　（4:46）
  - 作詞：亜波根綾乃　作曲：中西圭三・小西貴雄
  - 1998年、当時同じレコード会社所属であった亜波根綾乃に提供。
11. JACK-IN-THE-BOX’98　（7:03）
  - 本作の先行シングル。メドレーにて編成。
    - Choo Choo TRAIN
    - Gorgeous
      - 作詞：佐藤ありす　作曲：中西圭三
      - 1992年、ZOOに提供。

    - NATIVE
    - Timing
    - 冷たいキス